# Enopión

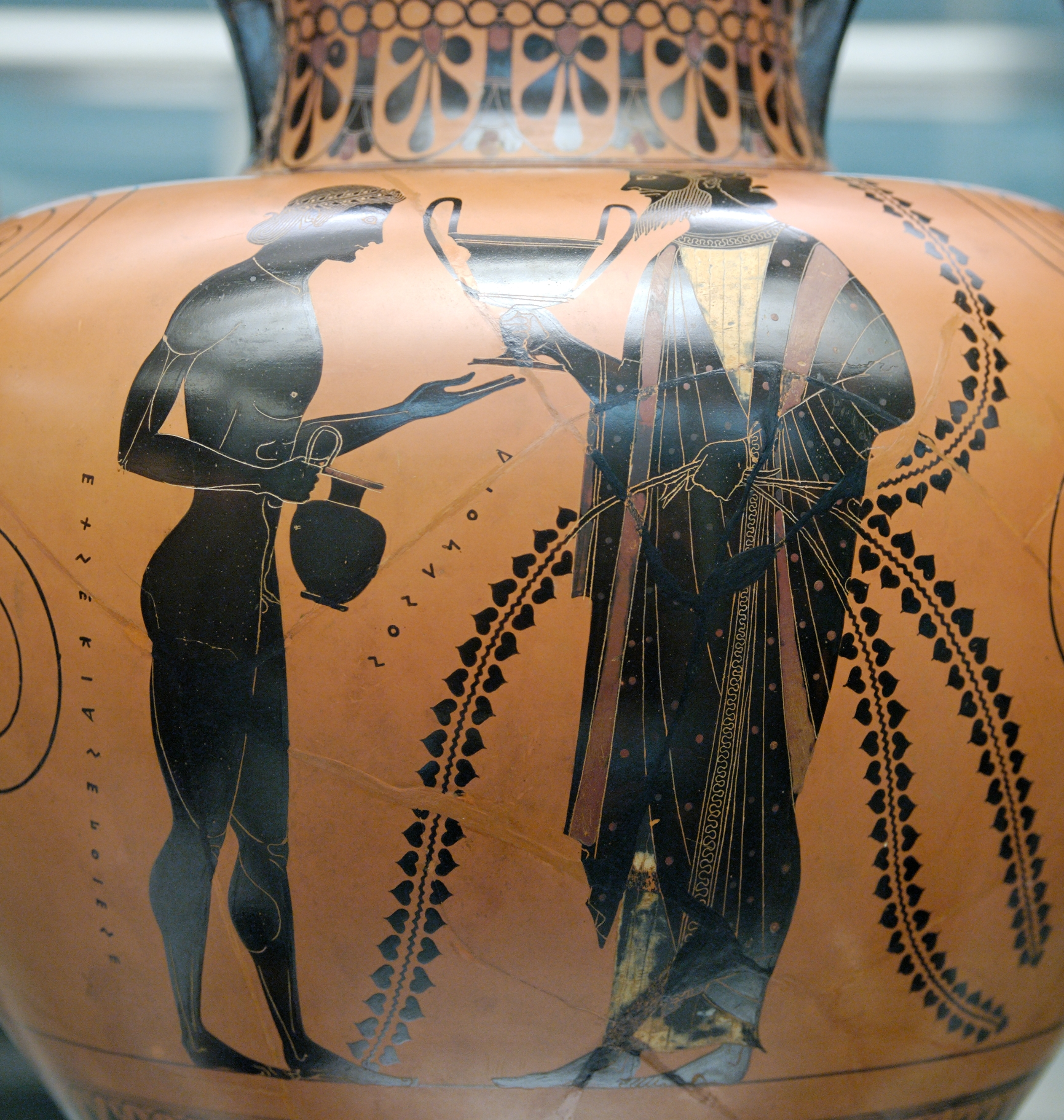
Ánfora ática de figuras negras pintadas por Exequias: Enopión y Dioniso. Ca. 540 - 530 a. C. Museo Británico (B 210).

En la mitología griega Enopión (Οἰνοπίων / Oinopíōn: «bebedor de vino» o «con cara de vino»), hijo de Dioniso y Ariadna, fue un legendario rey de Quíos, de quien se decía que introdujo la elaboración de vino en la isla. Fue Radamantis quien le asignó la isla.
Diodoro opina que por primera vez en la isla de Quíos Poseidón se unió a una ninfa innominada y he aquí que nació el héroe epónimo de la isla, Quío. Con el tiempo arribó con naves a Quíos desde Creta Enopión, y también vinieron sus hijos Talo, Evantes, Melas, Sálago y Atamante. También llegaron carios a la isla en el reinado de Enopión y abantes de Eubea. Después de Enopión y de sus hijos recibió el reino Anficlo, que vino de Histiea en Eubea por causa de un oráculo de Delfos.
Plutarco atribuye a Radamantis, y no a Dioniso, el papel de esposo de Ariadna y padre de Enopión, Estáfilo y Toante. En este relato, Ariadna era hija de Minos, el hermano de Radamantis. También dice que Enopión y Estáfilo nacieron de Teseo y Ariadna.
Unido con Hélice, Enopión fue padre de una hija, Mérope, o, según Partenio, Aero. Se dice que Orión se enamoró de Mérope, pero Enopión no quería que el matrimonio se llevase a cabo. Orión violó a Mérope, y en venganza Enopión emborrachó a Orión y le sacó los ojos, arrojándole luego al mar. Hefesto se apiadó del ciego Orión y le dio a Cedalión, un muchacho o herrero (según la traducción) que le servía de guía. Cedalión le condujo al este, donde el sol naciente devolvió la vista a Orión. Este decidió entonces matar a Enopión, pero Hefesto le había construido al rey una fortaleza subterránea, por lo que Orión no pudo encontrarlo y marchó a Delos, donde conoció a su siguiente amor: Eos. Normalmente es esa versión Orión es hijo de Poseidón y Euríale, una hija de Minos; no obstante Servio nos dice que Enopión fue el padre de Orión. Y en otra versión Mérope es la esposa de Enopión y la afectada por Orión. O bien una versión medieval nos dice que Orión y su hermana Candíope eran hijos de Enopión.